# Spała

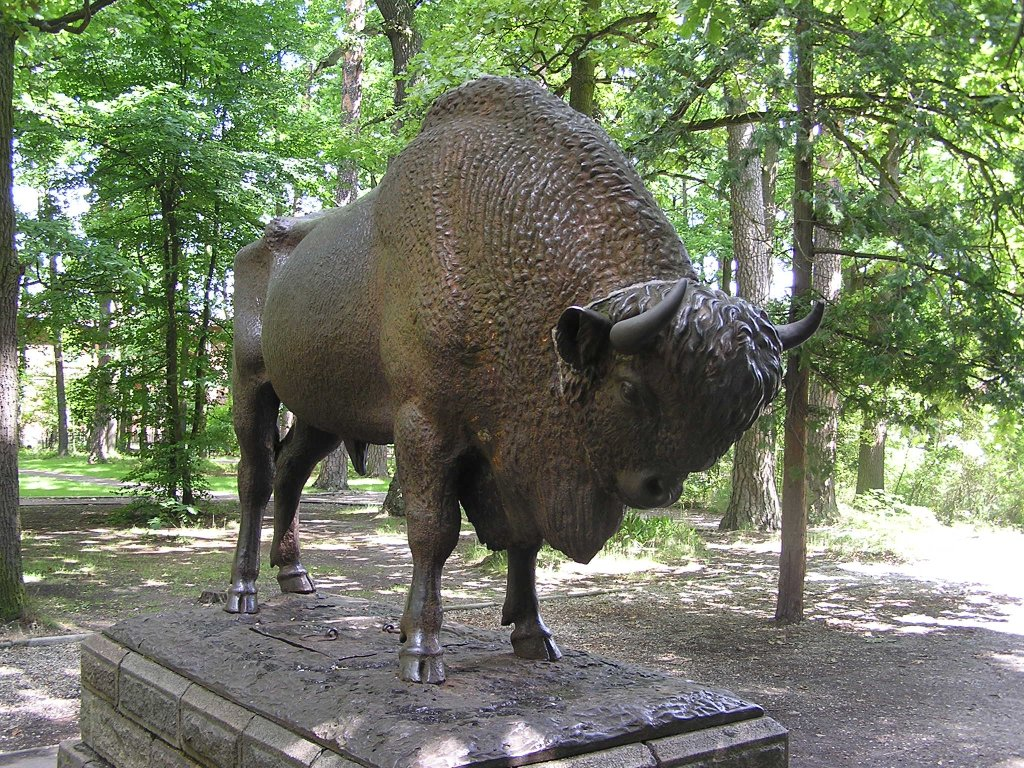
Posąg Żubra

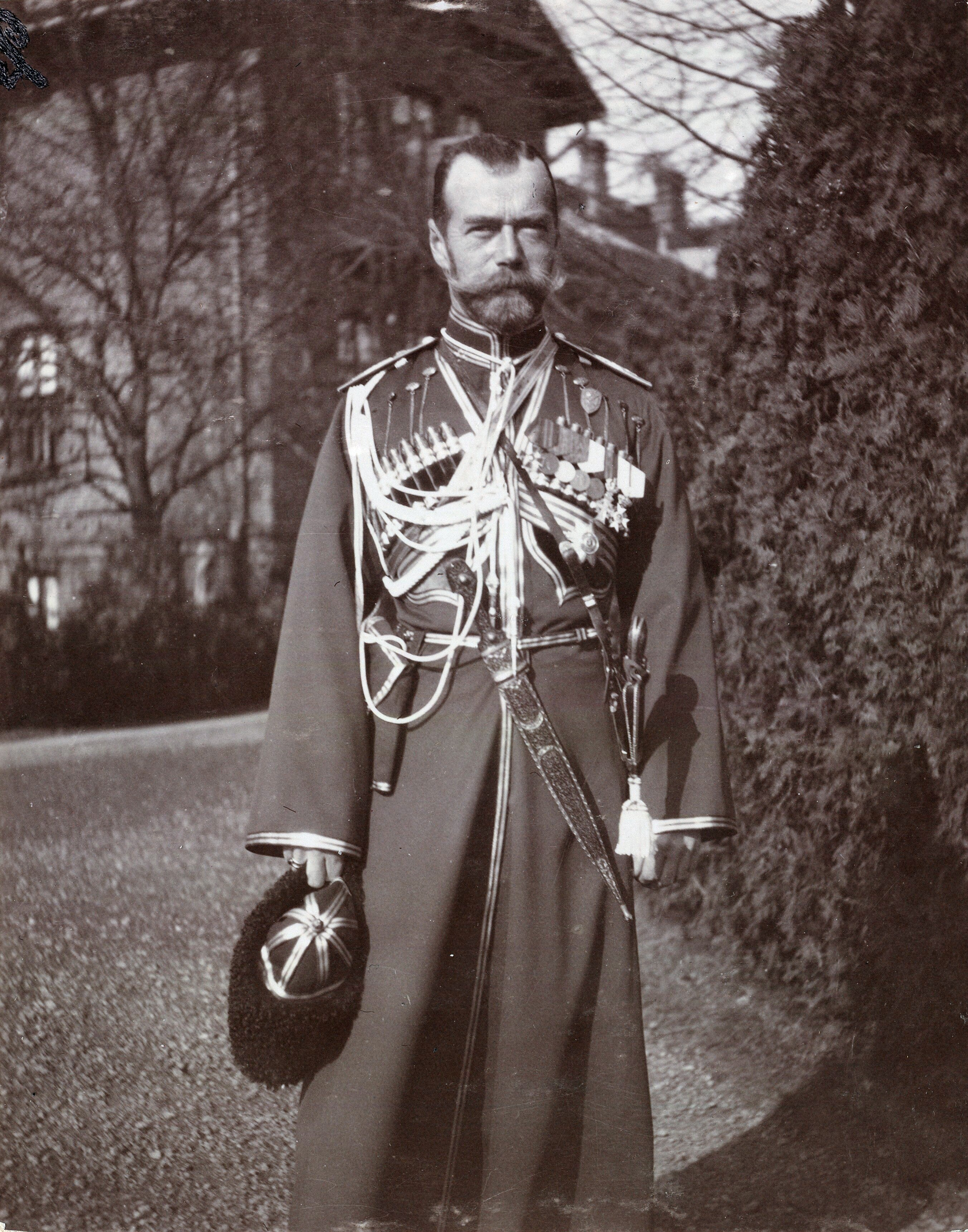
Mikołaj II Romanow w Spale – 1912 r.

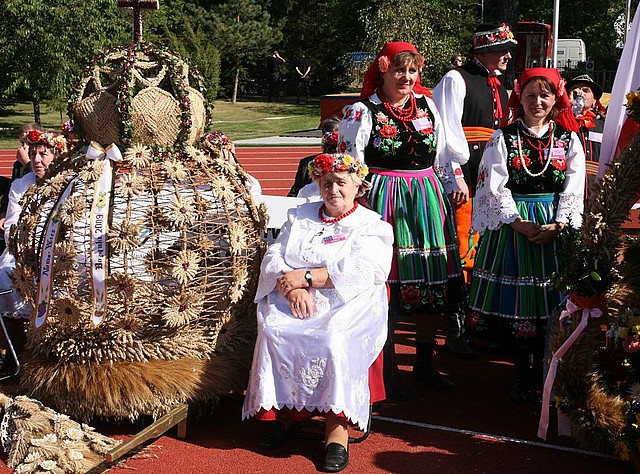
Dożynki prezydenckie w Spale (2009)

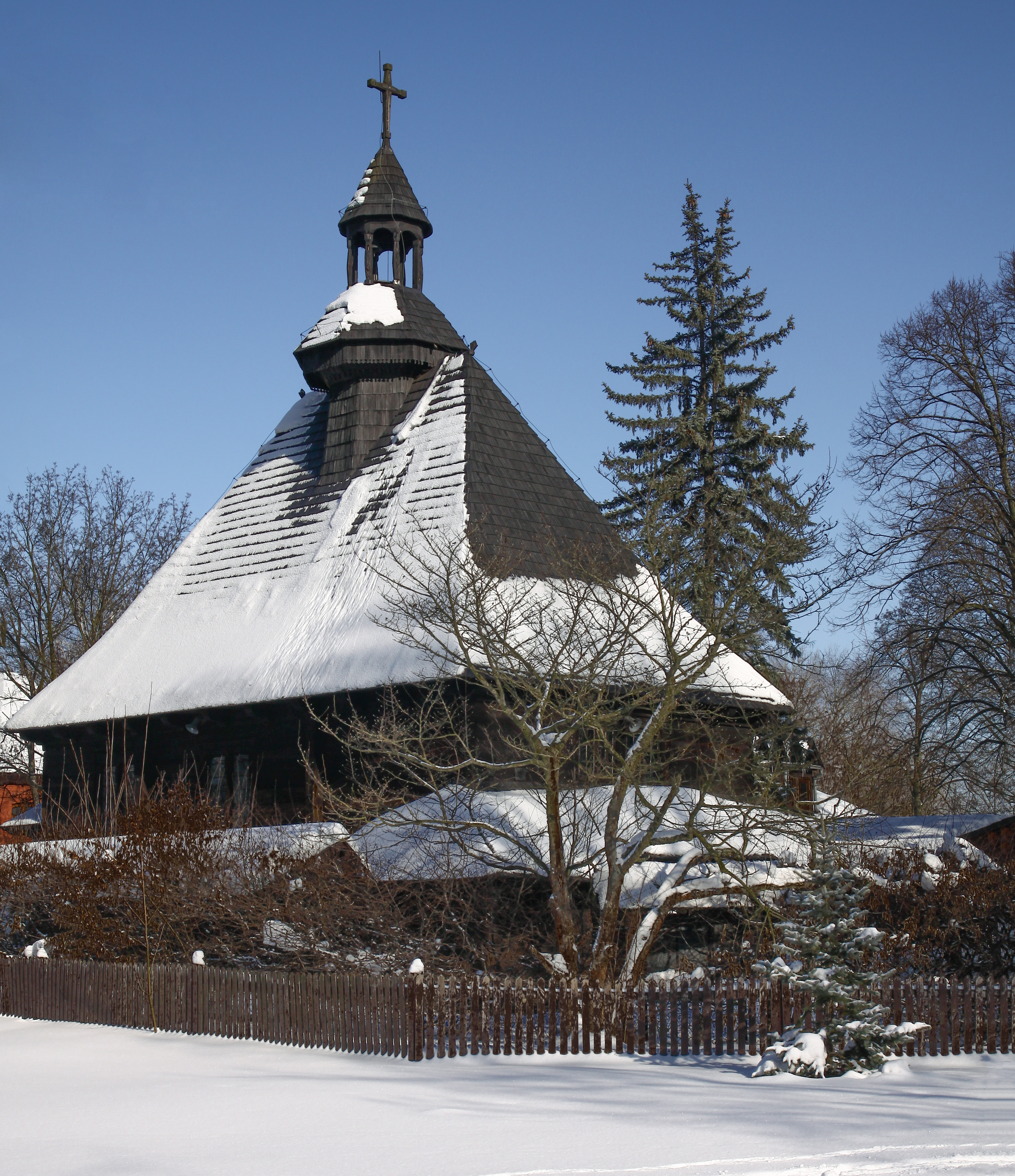
Kościół drewniany w Spale

Spała – osada letniskowa w województwie łódzkim, w powiecie tomaszowskim, w gminie Inowłódz.

## Położenie
Spała położona jest w Puszczy Pilickiej, na krańcu Doliny Białobrzeskiej. Przez miejscowość przepływa rzeka Pilica i struga Gać (lewy dopływ Pilicy). Osada leży we wschodniej części województwa łódzkiego, około 7 km na zachód od Inowłodza. Przez wieś przebiega droga krajowa nr 48.
Osada ma sołtysa.

## Historia

### I Rzeczpospolita
Dzieje Spały sięgają początku XVII wieku. W XVIII wieku rozpoczęto eksploatację spalskich lasów. Drewno wykorzystywano do wyrobu węgla drzewnego, smoły, jako opał dla pobliskich zakładów przemysłowych, np. wytopu żelaza w piecach hutniczych w osadzie Kuźnice (dziś Tomaszów Maz.) i wypalania wapna. Część drewna spławiano Pilicą do Wisły. Z dokumentów z przełomu XVIII i XIX wieku wynika, że w sąsiedztwie Spały istniała osada o nazwie Winduga, której położenie pozostaje do dziś zagadką – flisacy piliczni (oryle) zamieszkiwali blisko rzeki, tworząc często skupiska, a jedną z charakterystycznych nazw dla flisackich wsi była właśnie Winduga (w połowie drogi między Sulejowem i Przedborzem, nad Pilicą, znajduje się miejscowość o takiej nazwie). W XVIII w. istniała w Spale osada młynarska, która stała się zaczątkiem kurortu.
Z dokonanej 1789 lustracji (przeglądzie inwentaryzacyjnym dóbr królewskich) w województwie łęczyckim wynika, że w okolicach Spały istniały trzy osady młynarskie. Leżały one przy młynach wodnych usytuowanych prawdopodobnie przy rzeczce Gać. Dwie z tych osad to dzisiejsze Spała i Konewka. W dokumentach lustracyjnych z 1789 znajdujemy skargę młynarza Marcina Spały na starostę inowłodzkiego Fryderyka Józefa Moszczyńskiego (Moszczyński miał tytuł starosty niegrodowego), za naruszanie przywilejów monarszych, jakimi cieszyli się młynarze nad Gacią. Ze skargi wynika, że w Spale, w II połowie XVIII wieku, istniał młyn oraz folusz (urządzenie do zagęszczania tkanin).

### Pod zaborem
Po II rozbiorze Polski w 1793 dobra inowłodzkie wraz ze spalskimi lasami znalazły się w zaborze pruskim. W 1819 młyn i folusz odziedziczył Kacper Spała. Nowy właściciel uruchomił wkrótce tartak, stawiając jednocześnie budynki z izbami dla kilku zatrudnionych robotników. W 1864 osada podupadła gospodarczo, prawdopodobnie na skutek powstania styczniowego. O dzierżawę tego terenu zaczął się starać tomaszowski przedsiębiorca Zajdler. Miał on zamiar urządzić tu hamernię, czyli zakład obróbki żelaza.
W dniach 10–18 września 1876 w lasach spalskich polował następca tronu Rosji, carewicz Aleksander, późniejszy car Aleksander III. Goście zakwaterowani byli w klasztorze św. Anny w Smardzewicach, a podejmującym ich gospodarzem był zapalony myśliwy, proboszcz parafii św. Marcina w Białobrzegach Opoczyńskich, ks. Ludwik Żmudowski, który w swoich zapiskach wspomina:

Jeździliśmy i na polowania i za Pilicę w Lasy Lubochyńskie, ale wysokim Gościom więcej podobało się w naszej Opoczyńskiej Ziemi – tu bowiem było więcej zwierzyny i większy szyk i porządek, a Następca Tronu tak się rozmiłował w naszych lasach, iż ma być tu urządzony dom w lesie – most na Pilicy i jest nadzieja oglądania w roku następnym tu Najjaśniejszego Pana.

W 1884 wybudowano drewniany pałacyk według projektu Leona Mikuckiego – krakowskiego architekta. Jedna z sal w spalskim pałacyku myśliwskim była cała udekorowana porożem jeleni, a sprzęty stanowiące jej wyposażenie wykonano z rogu jelenia. Na trofeach myśliwskich umieszczono tabliczki z datą polowania i odpowiednią cyfrą, jak np. „A.III.”, „M.II.” lub „W.II.”, która oznaczała imię myśliwego (odpowiednio: Aleksander III Romanow, Mikołaj II Romanow, Wilhelm II Hohenzollern). Obok powstały koszary dla sotni kozackiej i kompanii jegrów, kasyno oficerskie, domy dla gości. Wieżę ciśnień postawiono w 1890. Około 1900 zbudowano jeszcze dwa hotele dla carskich gości (mieszczą się tam obecnie domy wczasowe „Rogacz” i „Dzik”). Całość rezydencji zajmowała duży obszar. Zarządzał nim początkowo margrabia Zygmunt Andrzej Wielopolski, a od 1888 Ignacy Bończa-Modzelewski jako łowczy polowań carskich w Księstwie Łowickim z siedzibą w Spale. Jemu podlegali jegrzy, pełniący funkcję służby leśnej. Ich zadaniem była ochrona i dokarmianie zwierzyny, odstrzał drapieżników i dostarczanie upolowanej zwierzyny na stół. Wstęp do lasu i na teren rezydencji był zabroniony. Rodzinę carską chroniła sotnia kozacka. By zapewnić spokój carskim gościom wysiedlono z okolic Spały kilka wsi. Tereny po nich zalesiono. Mieszkańców przeniesiono w okolice Nagórzyc (powstały wówczas przysiółki Swolszewice Małe i Duże). Po carskich czasach w Spale pozostały: kamień pamiątkowy w miejscu, gdzie Aleksander III upolował swojego pierwszego jelenia (szaniec św. Huberta), domy wczasowe „Rogacz” i „Dzik” oraz piękny drewniany domek strażnika leśnego (dziś muzeum).
Podczas I wojny światowej Spała znalazła się w niemieckiej strefie okupacyjnej. Urządzono tu wielki szpital wojskowy. W okolicznych lasach prowadzona była rabunkowa gospodarka. Nadleśnictwo lubocheńskie straciło w stosunku do 1913 niemal 50% drzewostanu. Wybudowano jednak wtedy linię kolejową Spała – Tomaszów (jej budowę ukończono w 1916). Wycofując się w 1918, Niemcy zrabowali całe wyposażenie pałacyku i zrujnowali lub zniszczyli wiele budynków rezydencji.

### II Rzeczpospolita
Po odzyskaniu niepodległości przez Polskę zamierzano przeznaczyć Spałę na rezydencję Józefa Piłsudskiego, który przebywał tu kilka razy podczas świąt w 1921 i początkach 1922. W 1922 Spałę przeznaczono na letnią rezydencję prezydentów Rzeczypospolitej. Do jej odrestaurowania przyczynił się Stanisław Wojciechowski. Na jego polecenie inżynier Kazimierz Skórewicz zbudował w 1923 na miejscu dawnych koszar kaplicę drewnianą w stylu zakopiańskim nazywaną przez długi czas Kaplicą Prezydentów RP pw. Królowej Korony Polskiej. W Spale często przebywał prezydent Ignacy Mościcki – wielki amator polowań. Wprowadził on zwyczaj obchodzenia w Spale dorocznych ogólnopolskich dożynek. Pierwsze polskie centralne święto plonów odbyło się tu 28 sierpnia 1927. Przybyło na nie około 10 tysięcy gości. Dla potrzeb tej uroczystości w 1928 zbudowano stadion, w późniejszym czasie też halę sportową na 38 tys. osób.
W 1928 do Spały przeniesiony został z Warszawy odlany w 1860 roku posąg żubra – obecny symbol Spały. Losy tego pomnika wiążą się z Białowieżą (Zwierzyńcem), gdzie był pierwotnie ustawiony (obecnie znajduje się tam jego wierna kopia). Pomnik został z Białowieży wywieziony w głąb Rosji w 1915, po jego zwrocie Polsce stał na dziedzińcu Zamku Królewskiego w Warszawie, do Spały został przekazany na polecenie prezydenta Ignacego Mościckiego. Pomnik jest wspominany w autobiograficznej powieści Igora Newerlego Zostało z uczty bogów.
W 1935 w Spale odbył się pod patronatem Prezydenta RP Jubileuszowy Zlot Harcerstwa Polskiego Jamboree z okazji 25-lecia ZHP.

### II wojna światowa
25 września 1939 na mocy dekretu Adolfa Hitlera ustanowiono zostało Naczelne Dowództwo Wojskowe „Wschód” (tzw. Oberost), którego siedzibę umieszczono w Spale. W październiku na czele NDW stanął gen. płk. Johannes Blaskowitz, odbierający 28 września kapitulację Warszawy. Po zmianach organizacyjnych, jakie Niemcy przeprowadzili w administracji wojskowej okupowanych terenów, od lipca 1940 mieściła się tu siedziba Militärbefehlhaber im Generalgouvernement, czyli dowództwa wojskowego w GG. W tym czasie powstały w okolicy silne umocnienia wojskowe – wybudowano potężne bunkry w pobliskim na Jeleniu i Konewce. Mieściło się tu też przez pewien czas dowództwo i część sztabu Grupy Armii „Środek”, biorącej udział w operacji Barbarossa.
Od pierwszych miesięcy okupacji na terenie Spały działał wywiad Związku Walki Zbrojnej. Zorganizował go wśród leśników Roman Wojewódzki – szef grupy wywiadowczej Obwodu ZWZ Tomaszów Maz. Szefem placówki wywiadowczej w Spale był Ignacy Stadziński. Zaangażował on do pracy swego syna Alfreda, rodziny Poborców i Cabanów, oraz Stefana Dąbrowskiego. Niestety w październiku 1941 polska placówka została rozpracowana przez hauptsturmführera SS Petera Machera, przy pomocy zdrajcy – adiutanta obwodu Henryka Nowaka ps. „Szelągowski”, który zginął z wyroku wojskowego sądu Polski Podziemnej. Zginęli także wszyscy aresztowani. Dziś w Domu Pamięci Walki i Męczeństwa Leśników i Drzewiarzy można zobaczyć specjalną wystawę. Obok stoi pomnik odsłonięty w 1982, wykonany przez Włodzimierza Władykę. W 1945 po wycofaniu się Niemców pałacyk prezydencki został najpierw niemal całkowicie rozszabrowany przez okoliczną ludność, a następnie po wkroczeniu Rosjan został przez nich spalony jako carska pozostałość. Dzisiaj po pałacyku został tylko obrys fundamentów.

### Dzieje najnowsze
W czasach PRL Spałę zmieniono na ośrodek wczasów pracowniczych FWP, teren zawodów sportowych, ośrodek szkoleń i spotkań rozmaitych specjalności. W latach 1975–1998 miejscowość administracyjnie należała do województwa piotrkowskiego.
W latach 70. w miejscowości działało Państwowe Gospodarstwo Rolne Spała.
W I poł. lat 70. XX w., w lasach spalskich, na północ od wsi Konewka, w głębokim lesie, powstał Ośrodek wypoczynkowy Urzędu Rady Ministrów w Konewce. W 1981 przekazana Lotowi na ośrodek szkoleniowo-wypoczynkowy, ale nie sprawdziła się w tej roli. Obiekt został zburzony w 2011.
1 maja 1985 arcybiskup warszawski, kardynał Józef Glemp utworzył w Spale parafię Matki Bożej Królowej Korony Polskiej.
W 1992 przy kościele zbudowano Kościół Polowy Armii Krajowej. Jego głównym akcentem są wykonane w drewnie przez kustosza Domu Pamięci – Mieczysława Lisowskiego Stacje Męki Pańskiej, nazywane Drogą Krzyżową AK. W 2000 po 62 lat przerwy powrócono do organizowania dożynek prezydenckich w Spale. Od 2005, od maja do października w każdą drugą niedzielę, odbywają się Spalskie Jarmarki Antyków i Rękodzieła Ludowego. Impreza została nagrodzona w 2007 jako Najlepszy Produkt Turystyczny 2007 roku. Organizatorem imprezy jest Robert Papis.

## Zabytki
Według rejestru zabytków NID na listę zabytków wpisane są obiekty:
- kaplica pw. NMP Królowej, drewniany, 1922, nr rej.: 418 z 16.04.1991
- park pałacowy, przy pałacu prezydenta RP, XIX w., nr rej.: 1/P-I-1/50 z 29.01.1950
- most żelbetowy na rzece Pilicy, na drodze do Ciebłowic, 1936, nr rej.: 407 z 19.10.1989, nazwany 10 kwietnia 2011, w pierwszą rocznicę katastrofy polskiego Tu-154 w Smoleńsku, imieniem gen. broni Tadeusza Buka[15]
- bunkier w Konewce (ok. 3 km na pn od Spały)

W Skansenie Rzeki Pilicy w Tomaszowie Mazowieckim znajdują się ponadto:
- metalowe słupki z bramy wjazdowej do rezydencji carów
- budynek prywatnej toalety rodziny carskiej
- budka wartownika z czasów II Rzeczypospolitej

## Demografia
|           | Wszyscy | W wieku przedprodukcyjnym | W wieku produkcyjnym | W wieku poprodukcyjnym |
| --------- | ------- | ------------------------- | -------------------- | ---------------------- |
| Mężczyźni | 238     | 52                        | 156                  | 30                     |
| Kobiety   | 201     | 41                        | 136                  | 69                     |
| Wszyscy   | 484     | 93                        | 292                  | 99                     |

## Szlaki turystyczne
Szlak partyzancki – czerwony – długość: 220 km. Trasa: Radomsko – Ojrzeń – Ewina – rezerwat Jasień – Kobiele Wielkie – Góra Chełmno – Przedbórz – Bąkowa Góra – Sulejów – Przygłów – Witów – Piotrków Trybunalski – Meszcze – Polichno – Swolszewice – Nagórzyce – Tomaszów Mazowiecki – Spała – Anielin – Poświętne – Radzice PKP – Skarżysko-Kamienna.
 Szlak zielony (przebiegający przez Spalski Park Krajobrazowy) – długość: 28 km. Trasa: Spała – COS – Stanica Harcerska – Królowa Wola – Glina – Luciąża – Kozłowiec – Łęg – Grotowice – Luboszcza.
Szlak wodny Pilicy – długość: 228 km. Trasa: Zarzecze k. Szczekocin – Przedbórz – Faliszew – Skotniki (powiat piotrkowski) – Sulejów – Zbiornik Sulejowski – Tomaszów Maz. – Spała – Inowłódz – Żądłowice – Grotowice – Domaniewice – Nowe Miasto nad Pilicą – Białobrzegi – Warka – ujście Pilicy. Stopień trudności według klasyfikacji międzynarodowej: CL I (przejazd łatwy), miejscami CL II (przejazd trudniejszy – wąskie koryto, znaczny spadek, kamieniste dno).